# Bempflingen
Bempflingen ist eine Gemeinde im Landkreis Esslingen im Ermstal in Baden-Württemberg. Sie gehört zur Region Stuttgart (bis 1992 Region Mittlerer Neckar) und zur europäischen Metropolregion Stuttgart.

## Geographie

### Geographische Lage
Das Gemeindegebiet Bempflingens liegt im Albvorland, umfasst im Westen einen kurzen Abschnitt des Flusstales der Erms und erstreckt sich ostwärts bis fast an den Lauf der Autmut. Durch die Gemeinde verläuft der Eduard-Mörike-Wanderweg und der Ermstalobst-Radweg. Südlich des Reinerwalds Richtung Altdorf (Bempflinger Höhe) kann man das Panorama der Schwäbischen Alb vom Hohenzollern über den Jusi bis zu den drei Kaiserbergen sehen.

### Nachbargemeinden
Angrenzende Gemeinden sind reihum Neckartenzlingen im Nordwesten, Altdorf im Norden, Großbettlingen mit einer kleinen siedlungsfreien Exklave ebenfalls im Norden sowie mit dem Hauptgebiet im Nordosten, alle im Landkreis Esslingen; Grafenberg im Südosten, Riederich im Süden sowie Reutlingen im Südwesten, diese im Landkreis Reutlingen.

### Gemeindegliederung
Bempflingen besteht aus den beiden Ortsteilen Bempflingen und Kleinbettlingen.

### Flächenaufteilung
Nach Daten des Statistischen Landesamtes, Stand 2014.

## Geschichte

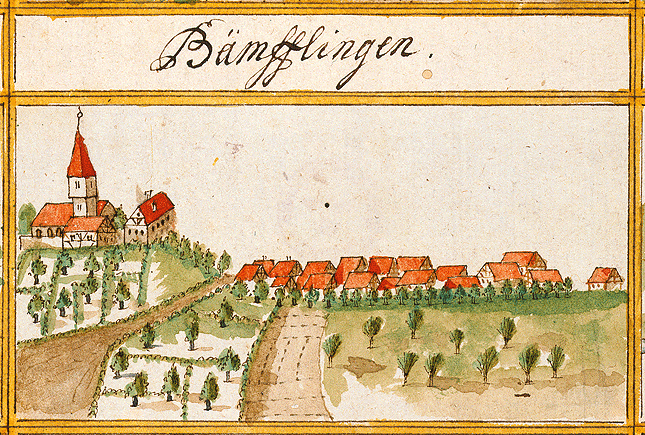
Bempflingen 1683/1685 im Kieserschen Forstlagerbuch

### Bempflingen
Bempflingen wurde vermutlich im 5. Jahrhundert von Alemannen gegründet. Dies kann auch aus dem Ortsnamen geschlossen werden, der wohl mit dem Vornamen Beonfil verknüpft ist. An der Stelle, an der das alemannische Reihengräberfeld gefunden wurde, stand zuvor ein römischer Gutshof.
Bempflingen wurde erstmals 1090 erwähnt, als die Grafen Kuno von Wülflingen und Liutold von Achalm mit ihrem Neffen, Graf Werner von Grüningen, in Biemphelingin den sogenannten Bempflinger Vertrag zur Nachlassregelung und insbesondere zur Absicherung ihrer Stiftung für Kloster Zwiefalten unterzeichneten. Damals gehörte Bempflingen noch zur Grafschaft Achalm.
Seit dem frühen 14. Jahrhundert gehörte die Ansiedlung der Familie Kaib. Später ging der Ort durch Verkauf und Erbschaft an die Herren von Baustetten und die Herren von Mansberg. 1448 erwarb Württemberg den Baustettischen und 1465 auch den Mansberger Teil des Ortes. 1639 kam Bempflingen mit der Pfandschaft Achalm für zehn Jahre unter österreichische Herrschaft, mit dem Westfälischen Frieden jedoch wieder an Württemberg und war dem Unteramt Metzingen zugeordnet. Bei der Umsetzung der neuen Verwaltungsgliederung im 1806 gegründeten Königreich Württemberg kam Bempflingen schließlich direkt zum Oberamt Urach. Im Zuge der Kreisreform während der NS-Zeit in Württemberg gelangte Bempflingen 1938 zum Landkreis Nürtingen. 1945 bis 1952 gehörte die Gemeinde zum Nachkriegsland Württemberg-Baden, das 1945 in der Amerikanischen Besatzungszone gegründet worden war. 1952 gelangte Bempflingen zum neuen Bundesland Baden-Württemberg. Die Landkreisreform von 1973 führte zur Zugehörigkeit zum Landkreis Esslingen.

### Eingemeindung von Kleinbettlingen
| Kleinbettingen | Der Name des Ortes wird erstmals 1313 als Clainbaettelingen urkundlich eindeutig erwähnt. Im Zuge der Gemeindereform wurde Kleinbettlingen am 1. Januar 1972 nach Bempflingen eingemeindet. |

### Religionen
Bempflingen ist seit der Reformation evangelisch geprägt. Jedoch gibt es auch eine kleine katholische Kirchengemeinde, die zum Dekanat Esslingen-Nürtingen gehört. Die heutige evangelische Kirchengemeinde Bempflingen umfasst den Hauptort und den Teilort Kleinbettlingen und gehört zum Kirchenbezirk Bad Urach-Münsingen der Evangelischen Landeskirche in Württemberg.

### Einwohnerentwicklung
Die Einwohnerzahlen sind Schätzungen, Volkszählungsergebnisse (¹) oder amtliche Fortschreibungen des Statistischen Landesamtes (nur Hauptwohnsitze).
| Jahr                | Einwohnerzahl |
| ------------------- | ------------- |
| 1602                | 326           |
| 1. Dezember 1871¹   | 985           |
| 1. Dezember 1900¹   | 1.032         |
| 17. Mai 1939¹       | 1.233         |
| 13. September 1950¹ | 1.865         |
| 6. Juni 1961¹       | 2.184         |
| 27. Mai 1970¹       | 2.657         |
| 25. Mai 1987¹       | 3.100         |
| 31. Dezember 1995   | 3.146         |
| 31. Dezember 2000   | 3.220         |
| 31. Dezember 2005   | 3.363         |
| 31. Dezember 2010   | 3.348         |
| 31. Dezember 2015   | 3.474         |
| 31. Dezember 2020   | 3.482         |

## Politik

### Bürgermeister
- 1875–1909: Christian Seybold
- 1909–1927: Gottlob Doster
- 1927–1946: Otto Helber
- 1946: Gotthilf Hahn (Amtsverweser)
- 1946: Friedrich Frank (Amtsverweser)
- 1946–1966: Erwin Albrecht Reich
- 1966–1994: Helmut Kölle
- 1994–2010: Berndt Heidrich
- seit 2010: Bernd Welser

Bei der Bürgermeisterwahl 2025 kandidiert Welser nicht erneut.

### Gemeinderat
In Bempflingen wird der Gemeinderat nach dem Verfahren der unechten Teilortswahl gewählt. Dabei kann sich die Zahl der Gemeinderäte durch Überhangmandate verändern. Der Gemeinderat in Bempflingen besteht aus den gewählten 14 ehrenamtlichen Gemeinderäten und dem Bürgermeister als Vorsitzendem. Der Bürgermeister ist im Gemeinderat stimmberechtigt. Die Kommunalwahl am 9. Juni 2024 führte zu folgendem Endergebnis. 
| Parteien und Wählergemeinschaften | Parteien und Wählergemeinschaften       | % 2024  | Sitze 2024 | % 2019 | Sitze 2019 | Kommunalwahl 2024 %706050403020100 62,91 %n. k. %37,09 % FWSPD/UBBürgerlisteGewinne und Verlusteim Vergleich zu 2019 %p 25 20 15 10 5 0 −5−10−15−20−25−30−35−40+12,67 %p−36,00 %p+23,33 %pFWSPD/UBBürgerliste |
| FWV                               | Freie Wählervereinigung Bempflingen     | 62,91   | 9          | 50,24  | 7          | Kommunalwahl 2024 %706050403020100 62,91 %n. k. %37,09 % FWSPD/UBBürgerlisteGewinne und Verlusteim Vergleich zu 2019 %p 25 20 15 10 5 0 −5−10−15−20−25−30−35−40+12,67 %p−36,00 %p+23,33 %pFWSPD/UBBürgerliste |
| SPD                               | Sozialdemokratische Partei Deutschlands | –       | –          | 36,00  | 5          | Kommunalwahl 2024 %706050403020100 62,91 %n. k. %37,09 % FWSPD/UBBürgerlisteGewinne und Verlusteim Vergleich zu 2019 %p 25 20 15 10 5 0 −5−10−15−20−25−30−35−40+12,67 %p−36,00 %p+23,33 %pFWSPD/UBBürgerliste |
| UB                                | Unabhängige Bürger                      | 37,09   | 5          | 13,76  | 2          | Kommunalwahl 2024 %706050403020100 62,91 %n. k. %37,09 % FWSPD/UBBürgerlisteGewinne und Verlusteim Vergleich zu 2019 %p 25 20 15 10 5 0 −5−10−15−20−25−30−35−40+12,67 %p−36,00 %p+23,33 %pFWSPD/UBBürgerliste |
| gesamt                            | gesamt                                  | 100,0   | 14         | 100,0  | 14         | Kommunalwahl 2024 %706050403020100 62,91 %n. k. %37,09 % FWSPD/UBBürgerlisteGewinne und Verlusteim Vergleich zu 2019 %p 25 20 15 10 5 0 −5−10−15−20−25−30−35−40+12,67 %p−36,00 %p+23,33 %pFWSPD/UBBürgerliste |
| Wahlbeteiligung                   | Wahlbeteiligung                         | 66,98 % | 66,98 %    | 62,3 % | 62,3 %     | Kommunalwahl 2024 %706050403020100 62,91 %n. k. %37,09 % FWSPD/UBBürgerlisteGewinne und Verlusteim Vergleich zu 2019 %p 25 20 15 10 5 0 −5−10−15−20−25−30−35−40+12,67 %p−36,00 %p+23,33 %pFWSPD/UBBürgerliste |

### Wappen
Blasonierung: Unter einem doppelreihig von Silber (weiß) und Schwarz geschachten Schildhaupt in Blau ein silberner (weißer) Schrägbalken, belegt mit drei roten Pfeilspitzen.
Das Wappen verweist mit dem blauen Schild und den mit drei roten Pfeilspitzen belegten silbernen Schrägbalken auf die früheren Ortsherren, die Herren von Baustetten, denen im 15. Jahrhundert drei Viertel des Ortes gehörten. Die Herren von Mannsberg, die ebenfalls Besitz in Bempflingen hatten, werden durch das Schachbrettmuster im Wappen repräsentiert.
Die Gemeindeflagge hat die Farben Rot-Weiß (Rot-Silber). Flagge und Wappen wurden der Gemeinde 1957 vom Innenministerium verliehen.

## Wirtschaft und Infrastruktur

### Verkehr

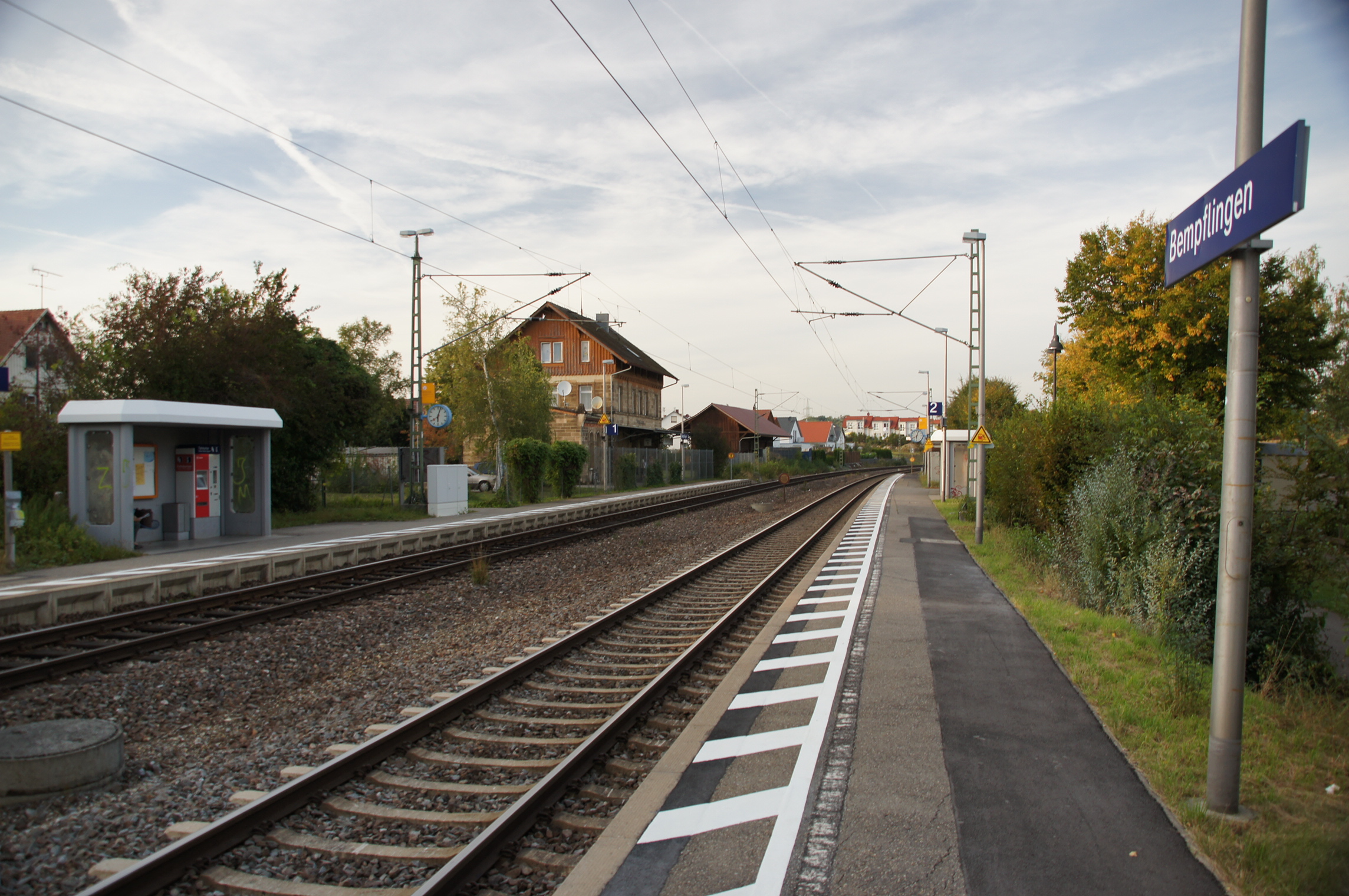
Haltepunkt Bempflingen

Bempflingen ist durch die Bahnstrecke Plochingen–Immendingen, auf dem Abschnitt auch als Neckar-Alb-Bahn bekannt, an das überregionale Schienennetz angebunden. Der Bahnhof Bempflingen wurde 1993 zum Haltepunkt zurückgebaut. Er wird von der Metropolexpress-Linie MEX 12 (Heilbronn – Stuttgart – Tübingen) und einzelnen Zügen der Linie MEX 18 (Osterburken – Heilbronn – Stuttgart – Tübingen) bedient.
Aus Richtung Nürtingen kommend ist Bempflingen die letzte Station im Gebiet des Verkehrs- und Tarifverbunds Stuttgart. Zur Weiterfahrt Richtung Metzingen war bis 2008 noch ein DB-Fahrschein nötig; zum 1. Januar 2009 wurde Bempflingen in den Verkehrsverbund Neckar-Alb-Donau integriert, so dass zur Weiterfahrt bis Tübingen nur noch ein naldo-Fahrschein nötig ist.
Über Alltagsradrouten aus dem Radnetz Baden-Württemberg ist Bempflingen 
- über Riederich und Metzingen mit Reutlingen und
- über Neckartenzlingen und Neckartailfingen
  - mit Nürtingen und
  - mit Filderstadt verbunden.

Ebenfalls durch den Ort verläuft der Württemberger Weinradweg, ein Radfernweg von Rottenburg am Neckar nach Niederstetten. 

### Bildung
In Bempflingen gibt es die Grundschule „Auf Mauern“, der Besuch weiterführender Schulen ist in Neckartenzlingen, Metzingen oder Nürtingen möglich. Außerdem gibt es in Bempflingen drei Kindergärten, von denen sich zwei (Hanflandweg und Auf Mauern) im Hauptort und einer in Kleinbettlingen befinden.
In Kleinbettlingen befindet sich zudem die Bildungsstätte des „Bundes Deutscher PfadfinderInnen Baden Württemberg e. V.“ (BDP). Der gemeinnützige Verein bietet jedes Jahr ein umfangreiches Programm an Seminaren rund um die Jugendarbeit an. Darüber hinaus werden jede Pfingst- und Sommerferien eine Vielzahl von Kinder- und Jugendfreizeiten angeboten.

### Bauwerke

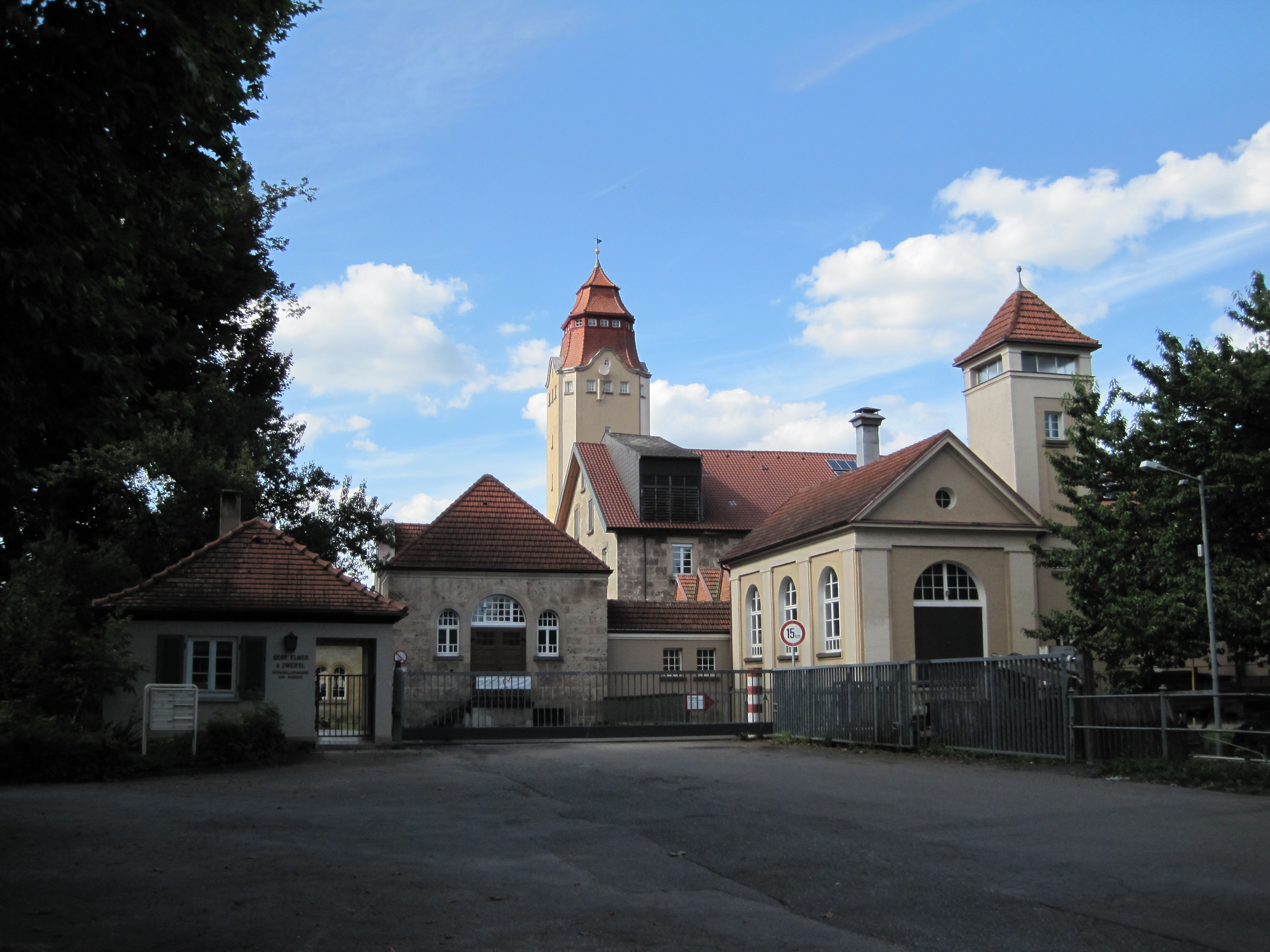
Fabrikgebäude Brüder Elmer & Zweifel mit Wasserturm in Bempflingen

- Die Grundmauern der heutigen Bempflinger Mühle stammen aus dem Jahr 1659. Für die Mühle, die 1391 erstmals urkundlich erwähnt wird, wurde der Ermskanal angelegt.
- Die evangelische Stephanuskirche wurde Ende des 13. Jahrhunderts als Ersatz eines älteren Vorgängerbaus im spätromanischen Stil errichtet, davon sind im heutigen Gebäude noch die Nordwand und der untere Teil des Turms erhalten. Das Kirchenschiff wurde vom Stuttgarter Hochbaurat Christian Friedrich Roth 1827 als Hallenkirche im Kameralamtsstil mit einer Kanzelaltarwand und einer Drei-Seiten-Empore gebaut. Oberbaurat Christian Friedrich von Leins erhöhte 1869 den Turm im neoromanischen Stil.[16] Architekt Heinz Klatte besorgte 1954 eine Innenrenovierung. Zwei Glocken aus den Jahren 1468 und 1514 sind erhalten.
- Das Schlössle Bempflingen wurde wahrscheinlich im späten Mittelalter errichtet und diente als Sitz des Ortsadels, später als Amtshaus
- Das Schulhaus wurde 1773 neu gebaut.

### Ver- und Entsorgung

#### Stromversorgung
Das Stromnetz in der Gemeinde wird von der FairNetz GmbH betrieben.

#### Gasversorgung
Das Erdgasnetz wird von der FairEnergie GmbH betrieben, einem Tochterunternehmen der Stadtwerke Reutlingen GmbH und der EnBW Kommunale Beteiligungen GmbH.

#### Wasserversorgung
Die erste öffentliche Wasserversorgung wurde 1909 errichtet. Heute wird das gesamte Gemeindegebiet von Bempflingen und Kleinbettlingen mit reinem Bodenseewasser versorgt.

#### Abwasserentsorgung
Der Zweckverband Abwasserreinigung Bempflingen-Riederich betreibt eine gemeinsame Kläranlage für die Abwasserentsorgung der Gemeinden Bempflingen und Riederich.

#### Abfallentsorgung
Für die Abfallentsorgung ist der Abfallwirtschaftsbetrieb des Landkreises Esslingen zuständig. Es bestehen getrennte Sammlungen für Biomüll, Hausmüll und Papier.

## Söhne und Töchter der Gemeinde
- Gottlieb Lukas Friedrich Tafel (1787–1860), Philologe, Professor an der Universität Tübingen
- Jörg Krauss (* 1958),  politischer Beamter